# Ysop
Der Ysop [ˈiːzɔp] (Hyssopus officinalis) ist eine Pflanzenart aus der Gattung Hyssopus innerhalb der Familie der Lippenblütler (Lamiaceae). Ysop wird mindestens seit dem 16. Jahrhundert als Gewürz- und Heilpflanze kultiviert.

## Beschreibung

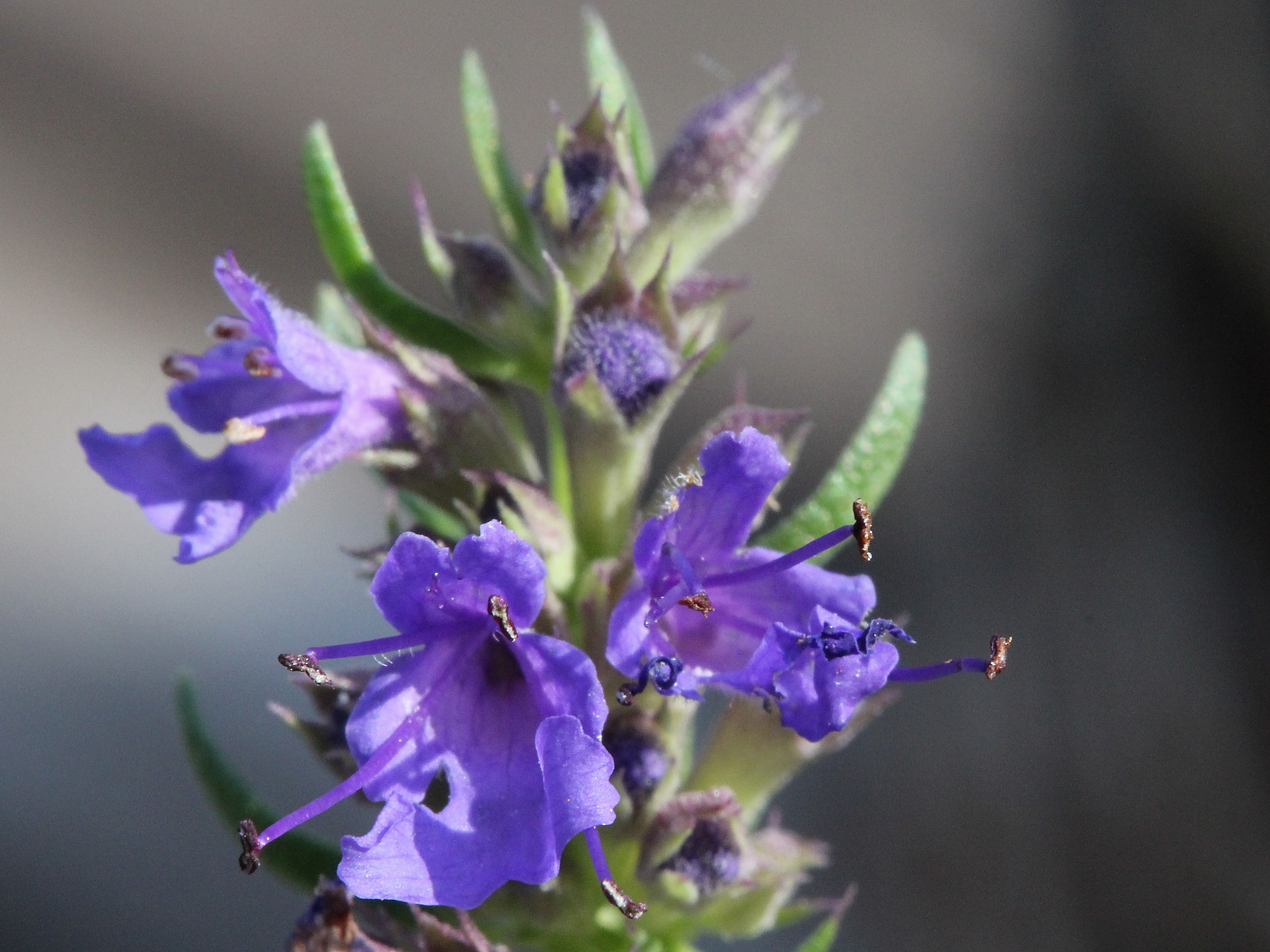
Detailansicht des Blütenstands

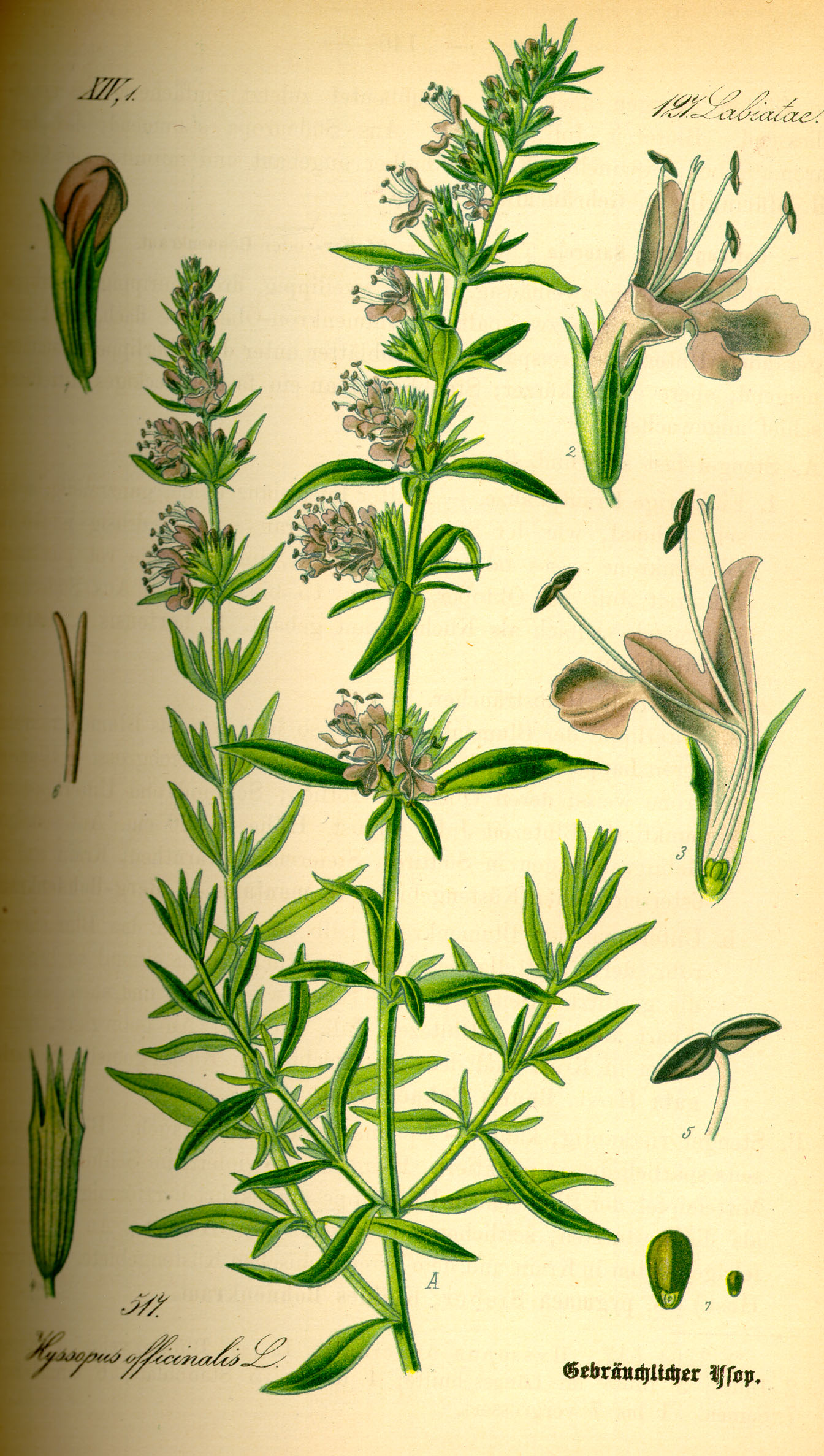
Illustration des 19. Jahrhunderts

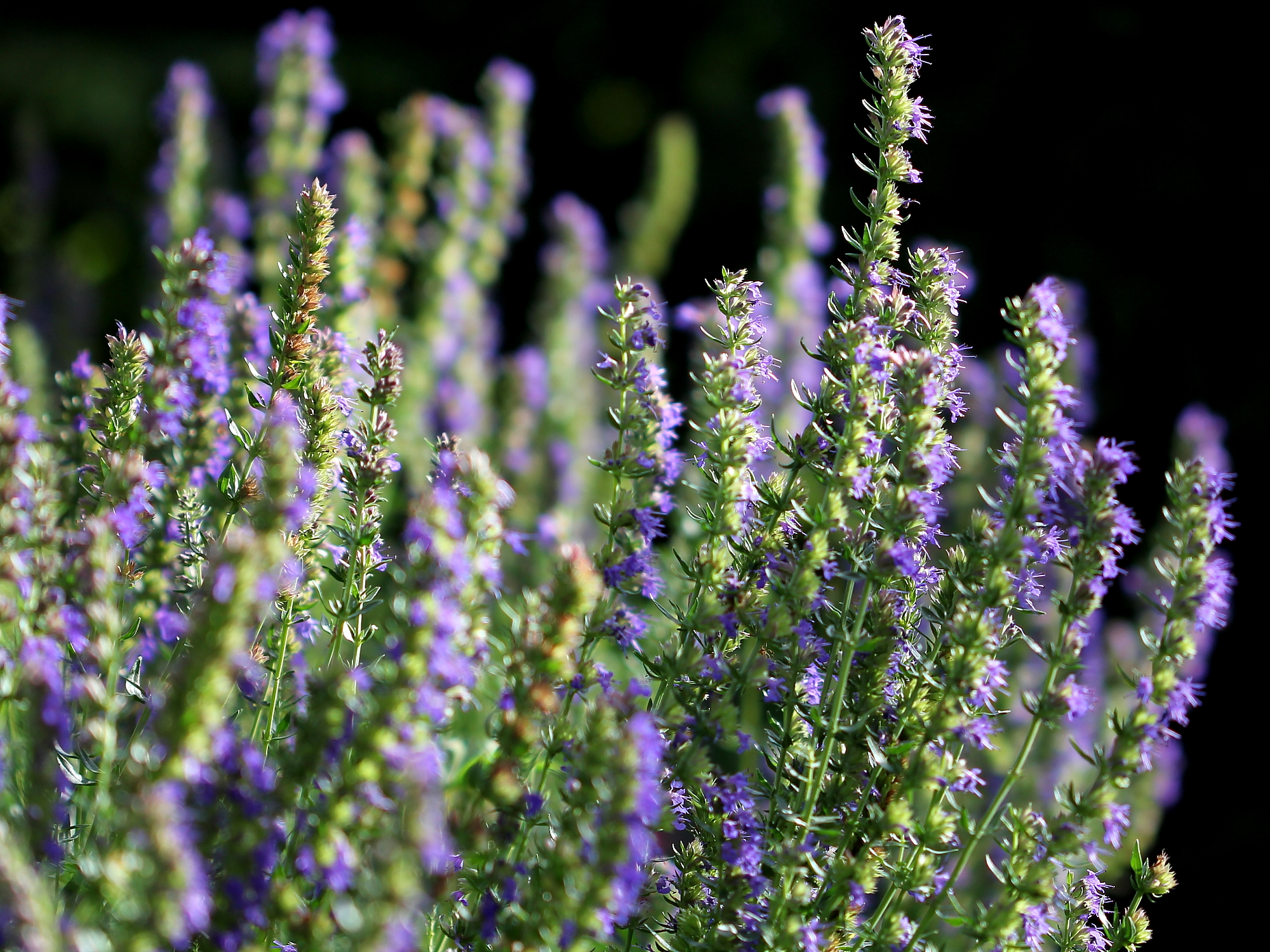
Zahlreiche Stängel wachsen aus verholzenden Zweigen, die auf der Erde liegen

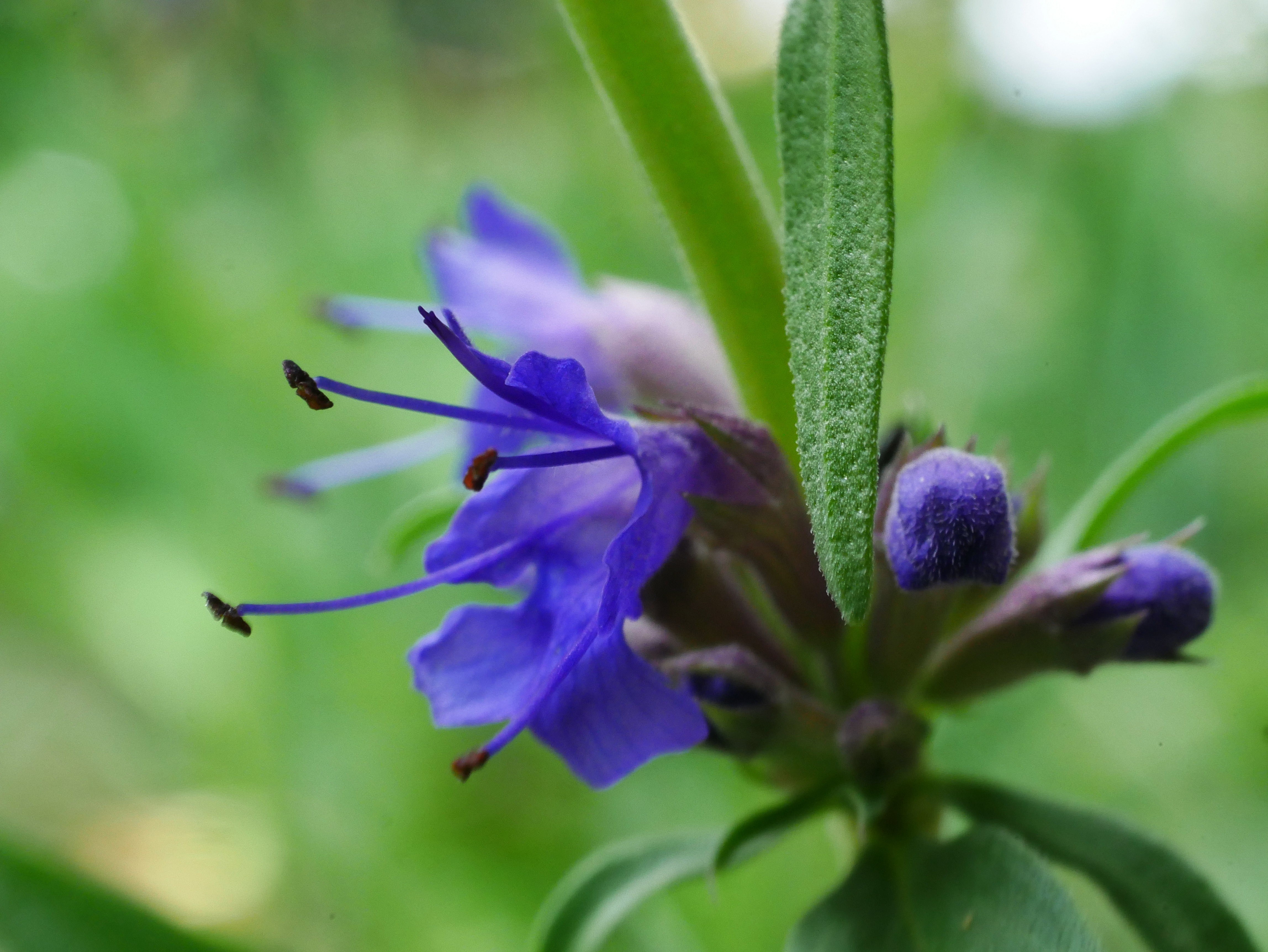
Blüte

### Vegetative Merkmale
Ysop ist ein Halbstrauch oder ein Zwergstrauch und erreicht Wuchshöhen von bis 60 Zentimetern. Er weist zahlreiche aufrechte, selten auch niederliegende, verzweigte, mattbraune Äste mit abblätternder Rinde auf.
Die gegenständig und scheinbar quirlig an Kurztrieben angeordneten Laubblätter sind sitzend oder fast sitzend. Die einfache Blattspreite ist bei einer Länge von bis zu 50 Millimetern lang sowie einer Breite von etwa 10 Millimetern stumpf oder kurz zugespitzt und ganzrandig. Die Blattflächen sind kahl bis zottig behaart und dicht mit Öldrüsen bedeckt.

### Generative Merkmale
Die Blütezeit reicht von Juli bis Oktober. 4 bis 16 Blüten befinden sich in einseitswendigen Scheinquirlen, die zu endständigen, ährigen Blütenständen vereinigt sind. Die Deckblätter sind linealisch, laufen am oberen Ende spitz zu und sind nicht begrannt oder besitzen Grannen mit einer Länge von 1 bis 3 Millimetern.
Die zwittrige Blüte ist zygomorph und fünfzählig mit doppelter Blütenhülle. Der Kelch ist oft violett, röhrig, 15-nervig und kahl oder flaumig behaart. Die gleich großen Kelchzähne sind bis zu 3 Millimeter lang und mit oder ohne Granne. Die Blütenkrone ist leuchtendblau oder violett, selten weiß oder rosafarben. Die Blütenkrone ist bis zu 12 Millimeter lang, trichterförmig und zweilippig. Die Oberlippe ist aufrecht und ausgerandet, die Unterlippe lang abstehend und dreilippig mit einem großen ausgerandeten Mittellappen. Es sind 4 herausragende und spreizende Staubblätter vorhanden. Die Staubfäden sind weiß oder violett. Der Fruchtknoten ist oberständig. Die Griffel sind länger als die Staubblätter.
Die ungefähr 2 Millimeter langen Nüsschen sind braun und glatt, sie verschleimen bei Feuchtigkeit.
Die Chromosomenzahl beträgt 2n = 12.

## Vorkommen
Der Ysop ist in Europa, Westasien und in Nordafrika verbreitet. In Europa kommt Ysop ursprünglich nur im Süden (nordwärts bis zu den Südalpen) vor, weiter nördlich wurde er seit dem Mittelalter als Gewürz-, Heil- und Zierpflanze angebaut. Er ist dort in wärmeren Gegenden zum Teil ein eingebürgerter Neophyt, anderswo ist er nur unbeständig verwildert, so zum Beispiel im Hegau, im Gebiet um den Genfersee und am Alpensüdfuß. Er steigt im Kanton Wallis bis in eine Höhenlage von 1550 Meter, in der spanischen Sierra Nevada bis in eine Höhenlage von 2500 Metern auf.
Der Ysop gedeiht in Mitteleuropa meist auf kalkhaltigen oder sonst basenreichen, lockeren, trockenen steinig-flachgründigen Böden und im sehr warmen Klima. Er besiedelt in Mitteleuropa trockene Hügel und Hänge, Felsenheiden sowie Wegränder; dabei sind Standort sonnig mit kalkhaltigen und trockenen Böden. Er kommt teilweise in Xerobrometen, aber auch in Felsband- und Mauerspaltengesellschaften vor.
Die ökologischen Zeigerwerte nach Landolt et al. 2010 sind in der Schweiz: Feuchtezahl F = 1 (sehr trocken), Lichtzahl L = 4 (hell), Reaktionszahl R = 4 (neutral bis basisch), Temperaturzahl T = 4+ (warm-kollin), Nährstoffzahl N = 2 (nährstoffarm), Kontinentalitätszahl K = 4 (subkontinental).

## Systematik
Je nach Autor gibt es etwa fünf Unterarten:
- Hyssopus officinalis subsp. aristatus (Godr.) Nyman: Sie kommt vom westlichen und zentralen Mittelmeerraum bis auf Inseln in die nördliche Ägäis vor.[4]
- Hyssopus officinalis subsp. austro-oranensis Maire: Sie kommt in Marokko und Algerien vor.[4]
- Hyssopus officinalis subsp. canescens (DC.) Nyman: Sie kommt in Spanien und in Frankreich vor.[4]
- Hyssopus officinalis subsp. montanus (Jord. & Fourr.) Briq.: Sie kommt von Südeuropa bis zur Ukraine und dem südlichen europäischen Russland vor.[4]
- Hyssopus officinalis subsp. officinalis: Sie kommt von Europa bis zum Iran vor.[4]

## Trivialnamen und Namensherkunft
Der Name Ysop (mittelhochdeutsch isōpe, auch ysope geschrieben) leitet sich über das Griechische vom babylonisch-hebräischen Wort ēzōb ab.
Neben dem Trivialnamen Ysop finden sich als deutschsprachige Trivialnamen auch Echter Ysop, Bienenkraut, Duftisoppe, Eisenkraut, Hyssop, Eisop, Esope, Essigkraut, Gewürzysop, Heisop, Hisopo, Hizopf, Ibsche, Isop, Jsop, Jsopen, Jspen, Ispen, Josefskraut und Weinespenkraut.

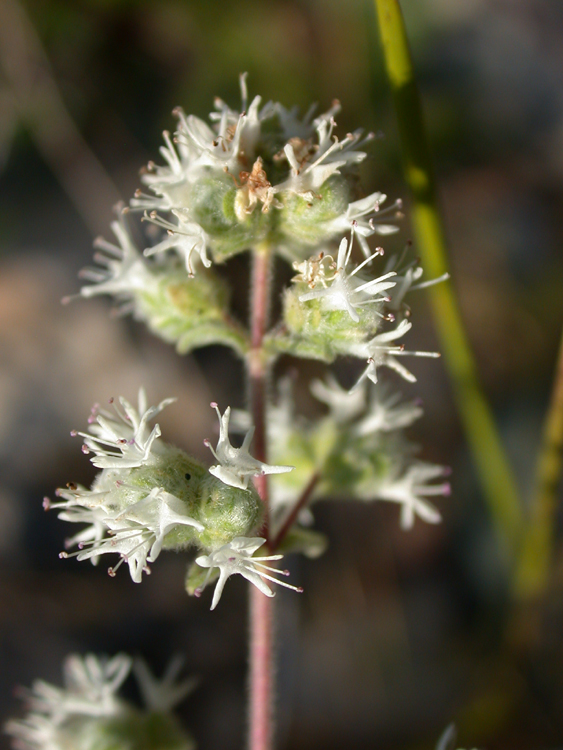
Majorana syriaca, vermutlich der biblische „Ysop“

### Andere als „Ysop“ bezeichnete Pflanzenarten
Es gibt auch Fälle, in denen „Ysop“ im Trivialnamen von Pflanzen anderer Gattungen vorkommt, zum Beispiel Syrischer Ysop (Ausführungen siehe unten), der zur Gattung Origanum (Dost) gehört, oder Anisysop (Anis-Duftnessel), der im Sprachgebrauch eine Pflanzenart bezeichnet, die zur Gattung Agastache (Duftnessel) gehört.
Der in der Bibel mehrfach erwähnte Ysop (Ex 12,22 ; Lev 14,4 ; Num 19,18 , hebr.: Esov; Joh 19,29  u. a.) ist nicht mit Hyssopus officinalis gleichzusetzen, der in Israel nicht wächst. Vielmehr handelt es sich in der Heiligen Schrift um eine Majoran- bzw. Oregano-Art, die jedoch zur selben Unterfamilie wie Hyssopus officinalis gehört. Als der biblische Ysop wird häufig der „Syrische Ysop“ (Origanum syriacum L., Synonym: Majorana syriaca (L.) Raf., Origanum maru L.) genannt. Entsprechend ist dieses in der Saatar-Mischung enthaltene Gewürz auch heute noch als „Biblischer Ysop“ bekannt. In De re coquinaria des Marcus Gavius Apicius wird es als „Kretischer Ysop“ bezeichnet.

## Verwendung

### Gewürz
In der Küche wird Ysop frisch zubereitet, da er beim Trocknen an Aroma einbüßt. Junge Laubblätter werden als Gewürz kleingehackt in Salate und Gemüse gegeben. Der Gebrauch von Ysopkraut als Gewürz ist unbedenklich. Es schmeckt intensiv würzig, leicht bitter und kampherartig und trägt zur Verdauung fetter Speisen bei.
Extrakte sind zudem Bestandteil des Chartreuse-Likörs und von Parfümzubereitungen.

### Heilpflanze
Ysop enthält das ätherische Ysop-Öl mit Pinocamphon und Isopinocamphon als Hauptkomponenten, weitere Monoterpene wie Pinocarvon, Limonen und Pinen, Flavonoide wie Diosmin, Lamiaceen-Gerbstoffe wie Rosmarinsäure, Marrubiin, diterpenoide Bitterstoffe und Triterpene.
Als Heildroge eingesetzt werden die getrockneten, blühenden oberirdischen Pflanzenteile (Ysopkraut, Hyssopi herba). Das ätherische Öl und die Gerbstoffe geben der Droge leichte entzündungshemmende, Auswurf fördernde, blähungswidrige und auch krampflösende Eigenschaften.
In der Volksheilkunde wird Ysop wie Salbei zum Beispiel zum Gurgeln bei Heiserkeit sowie bei Rachen- und Zahnfleischentzündungen, zu Waschungen und auch innerlich bei übermäßiger Schweißabsonderung eingesetzt. Außerdem wird Ysopkraut noch gelegentlich bei Husten und Verdauungsbeschwerden eingesetzt. Für die Wirksamkeit gibt es bisher keine ausreichenden Belege. Von der Anwendung höherer Dosen über längere Zeit und speziell des ätherischen Öls mit dem neurotoxisch wirkenden Pinocamphon wird abgeraten: Nach der Einnahme bei Erwachsenen von 10–30 Tropfen (2 bis 3 Tropfen bei Kindern) über mehrere Tage wurden Vergiftungserscheinungen mit Krämpfen beobachtet. In Teemischungen ist die Beigabe von bis zu 5 % Ysopkraut als Geschmackskorrigens erlaubt.

### Färbemittel
Ysop wurde im späten Mittelalter auch zum Färben von Textilien verwendet. Ausgekocht und mit Pottasche und Alaun versetzt ergibt Ysop einen laubgrünen Farbton auf Seide.

## Geschichte
Im Mittelalter wurde Ysop unter anderem als Mittel gegen Magenbeschwerden (wenn „der Magen schwärt“) und zur Austreibung bei Totgeburten eingesetzt.
Nicholas Culpeper bemerkte zu Ysop: „Es hilft gegen Ohrensausen, Atembeschwerden und Zahnweh. Das frische Kraut, mit Zucker zerstoßen, hilft bei frischen Wunden und Schnitten“.

### Historische Abbildungen

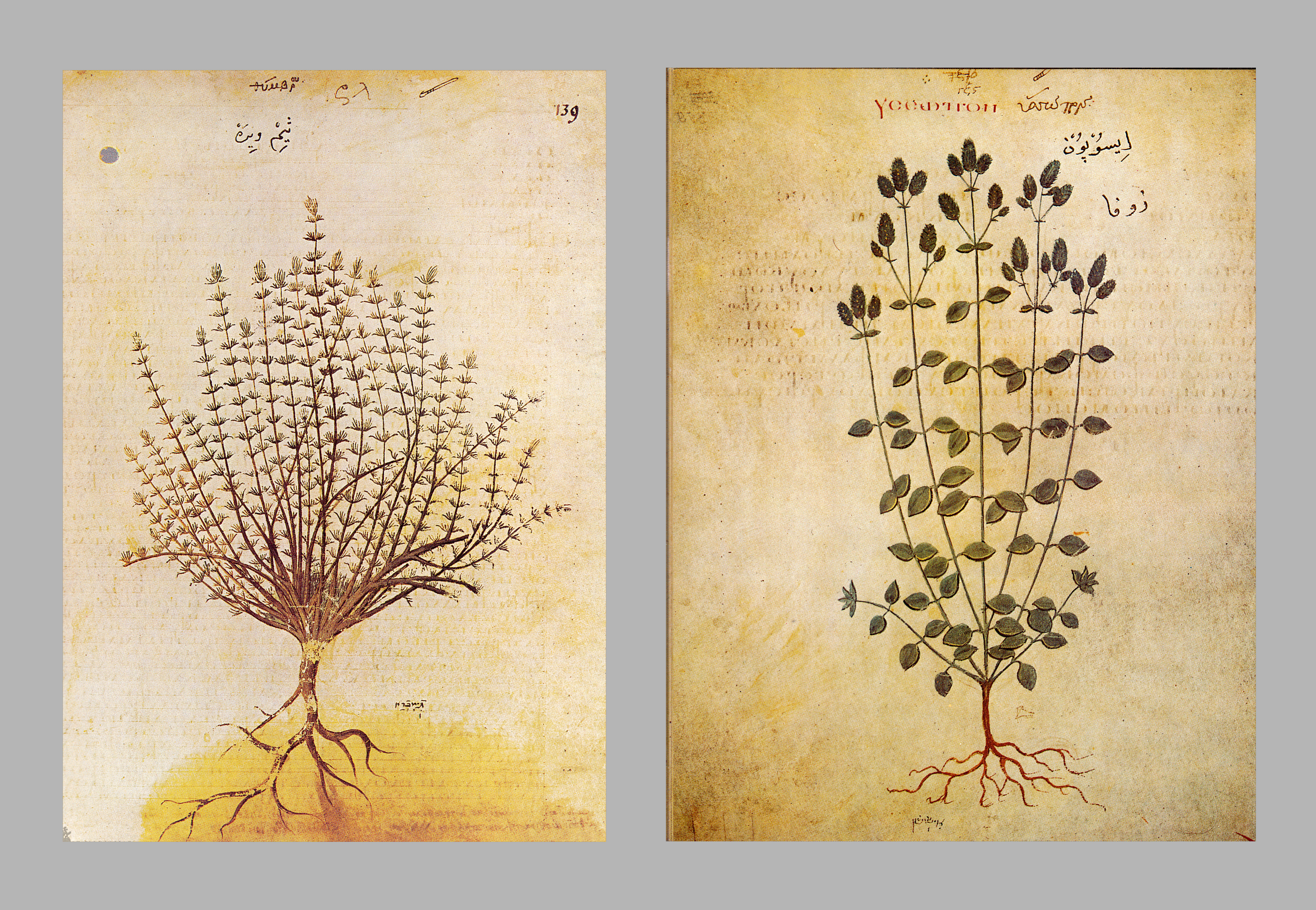
Wiener Dioskurides … 6. Jh. Links: Thymbra. Rechts: Hyssopon
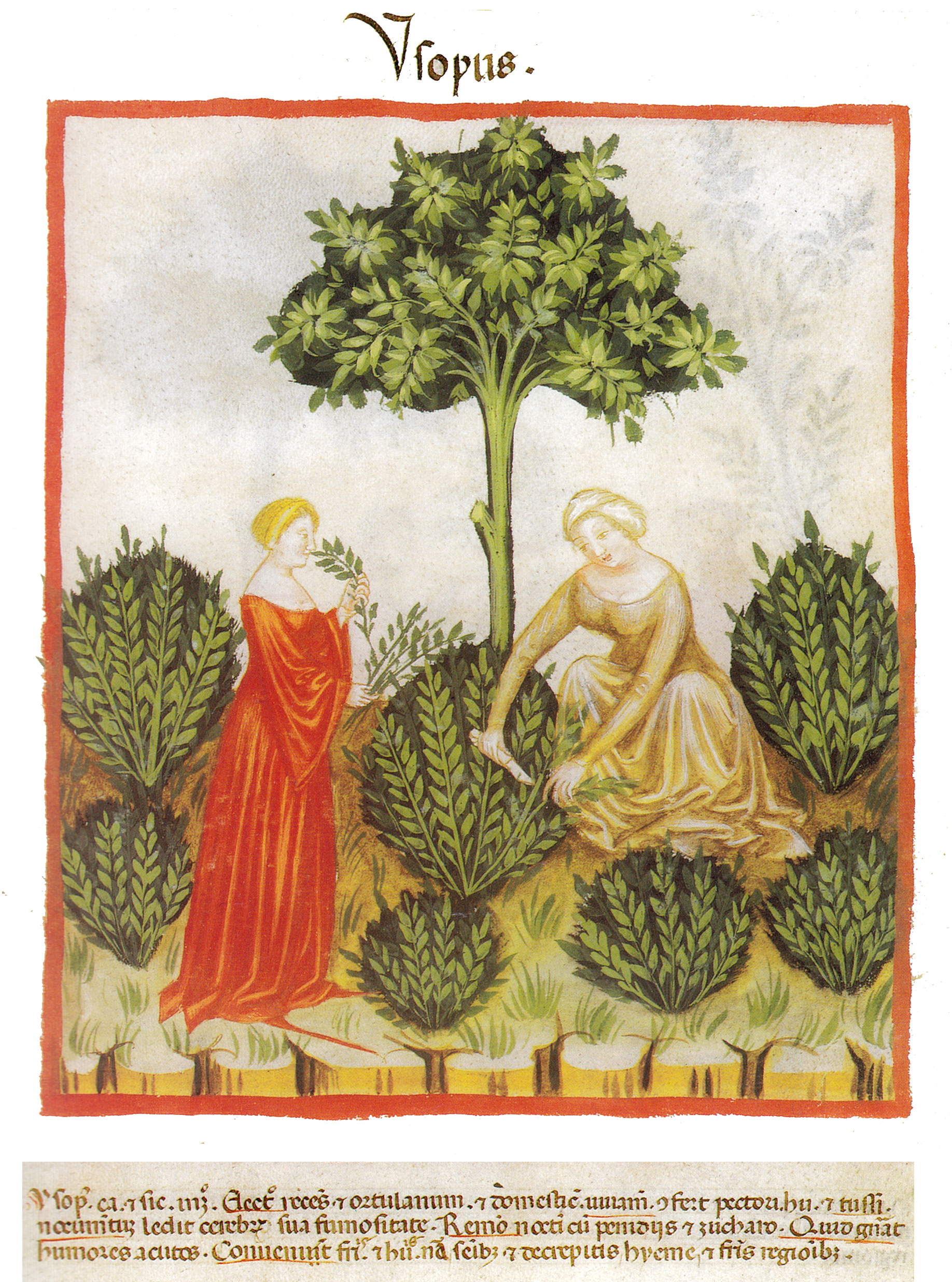
Tacuinum sanitatis Manuskript des 14. Jh.
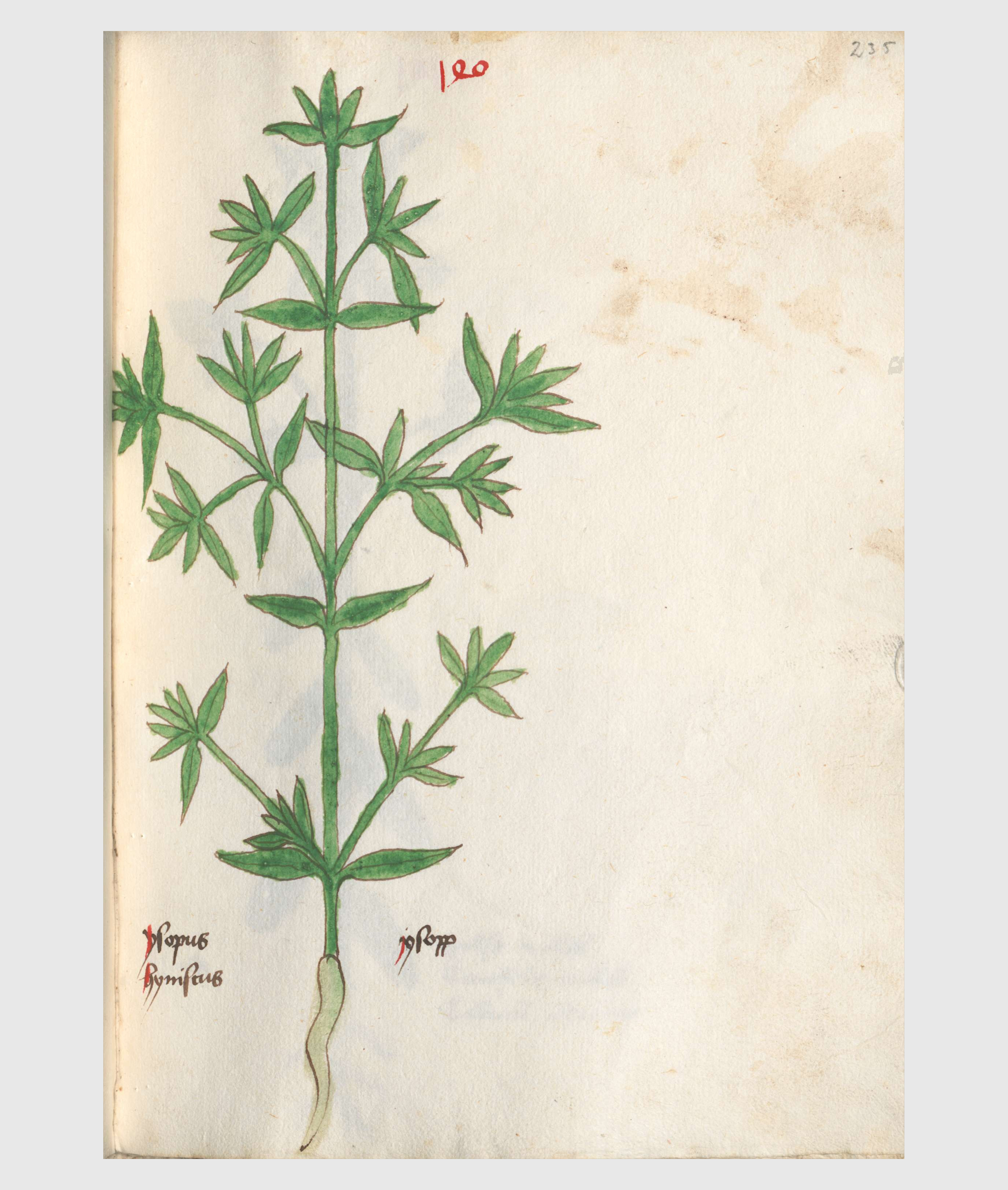
Vitus Auslasser 1479

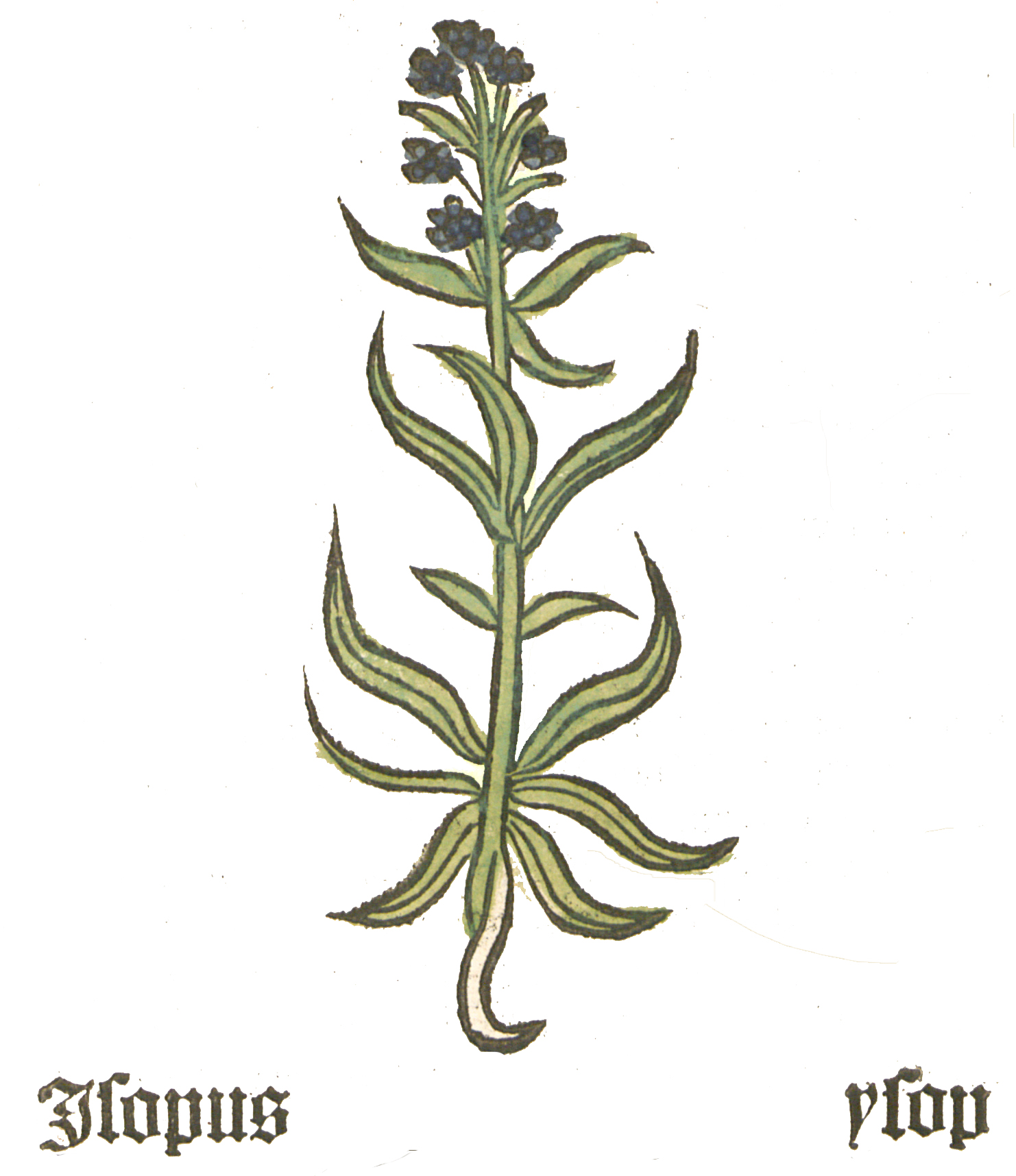
Herbarius Moguntinus 1484
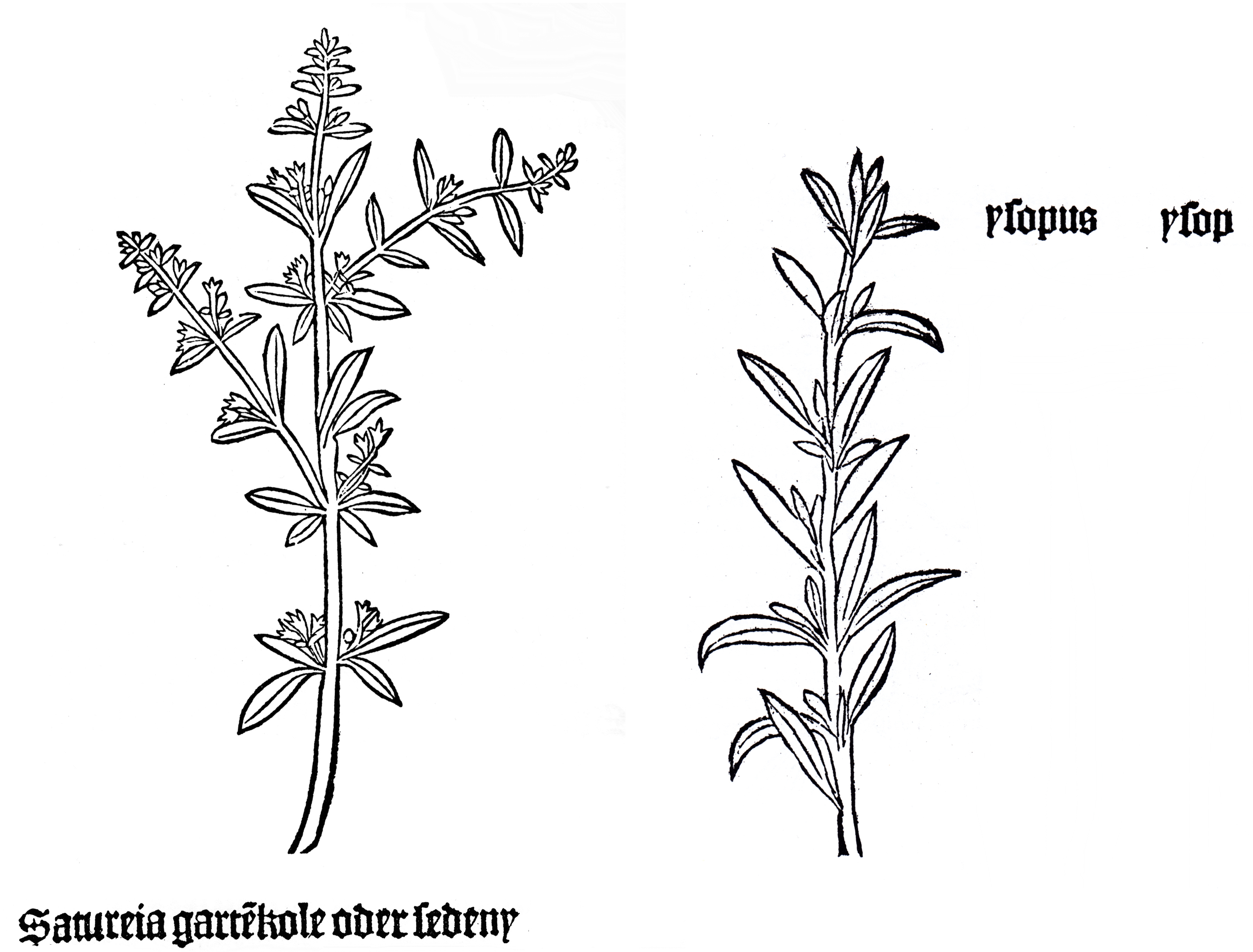
Gart der Gesundheit 1485
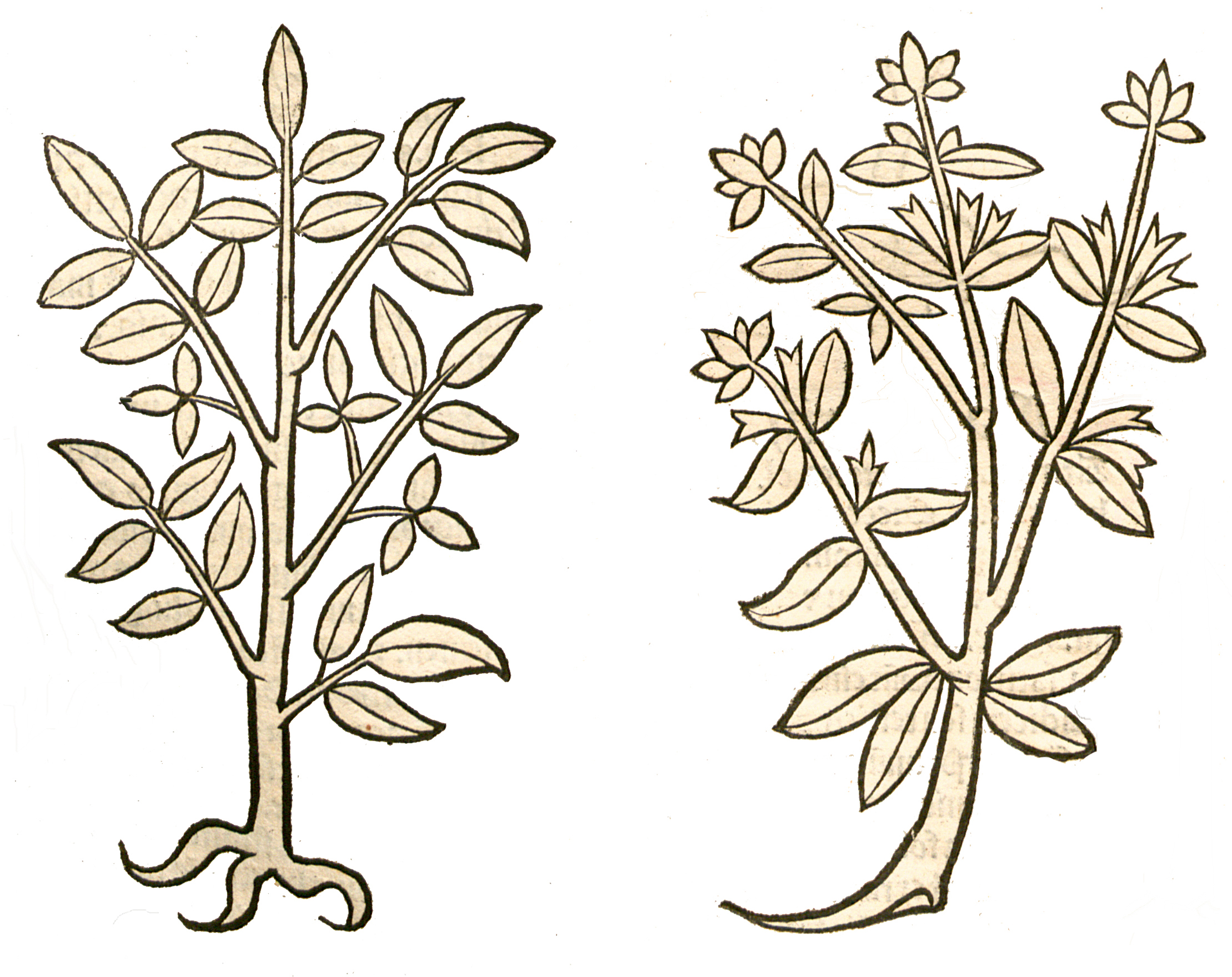
Hortus sanitatis 1491. Li.: Isopus. Re.: Satureia

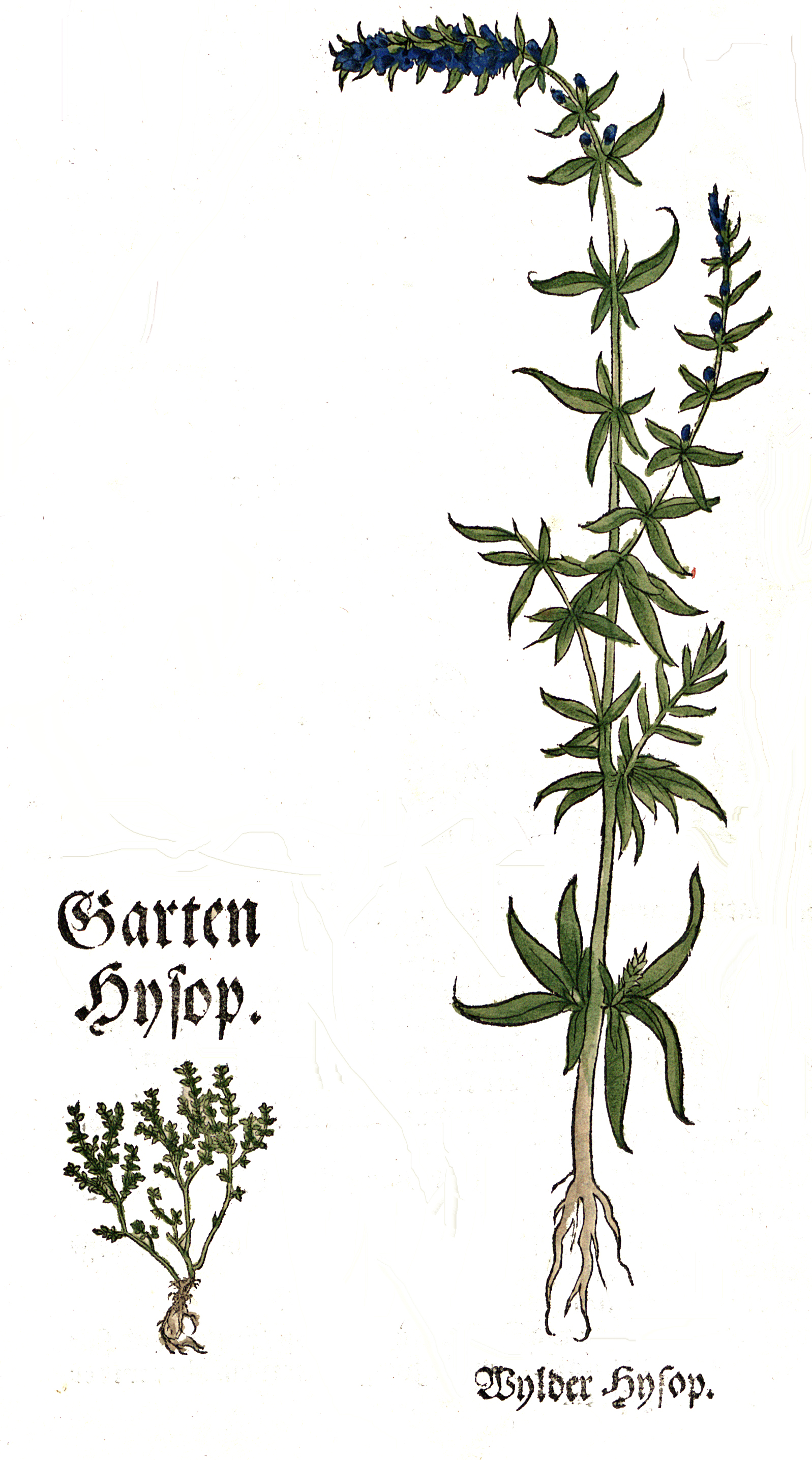
Otto Brunfels 1532
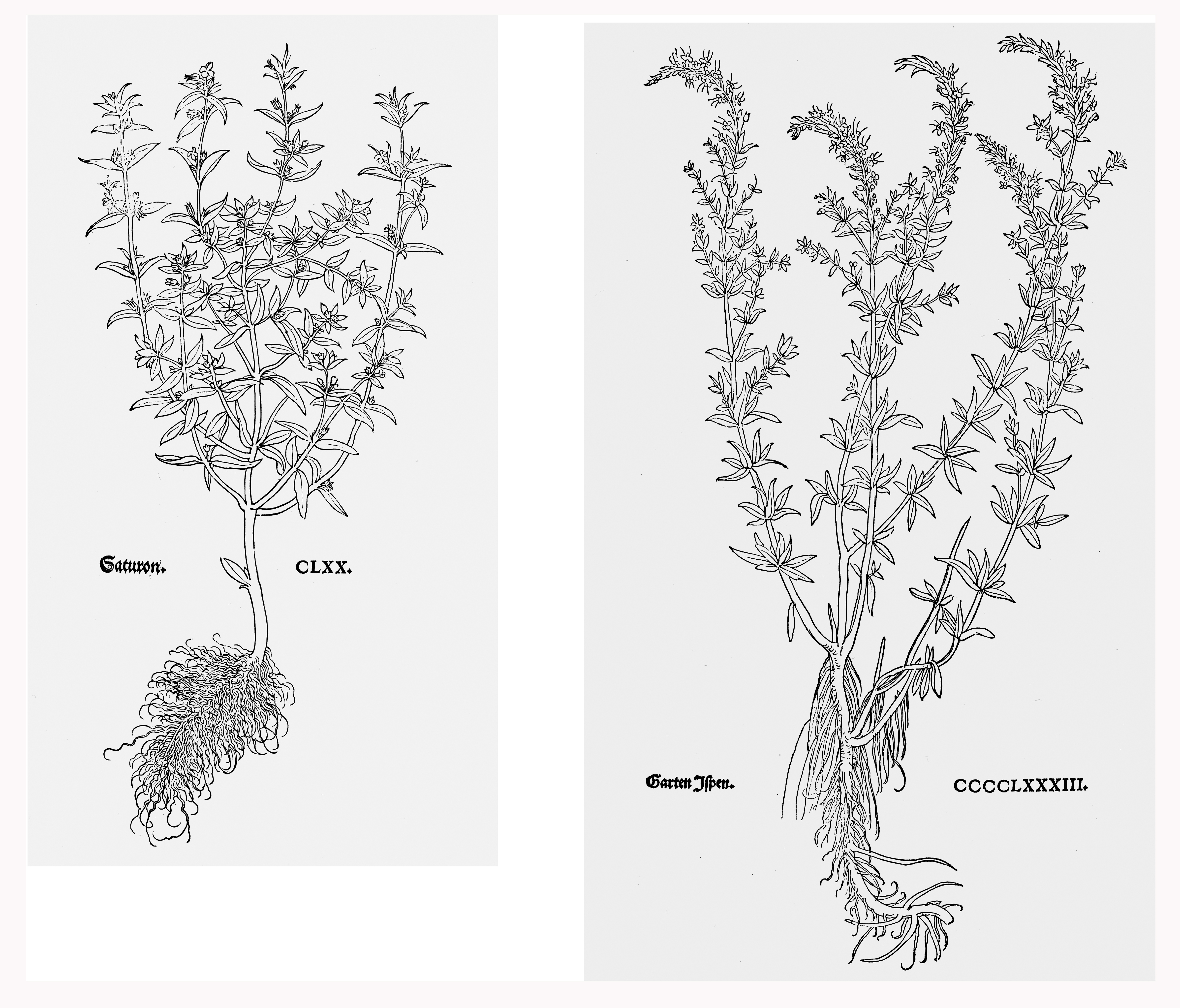
Leonhart Fuchs 1543
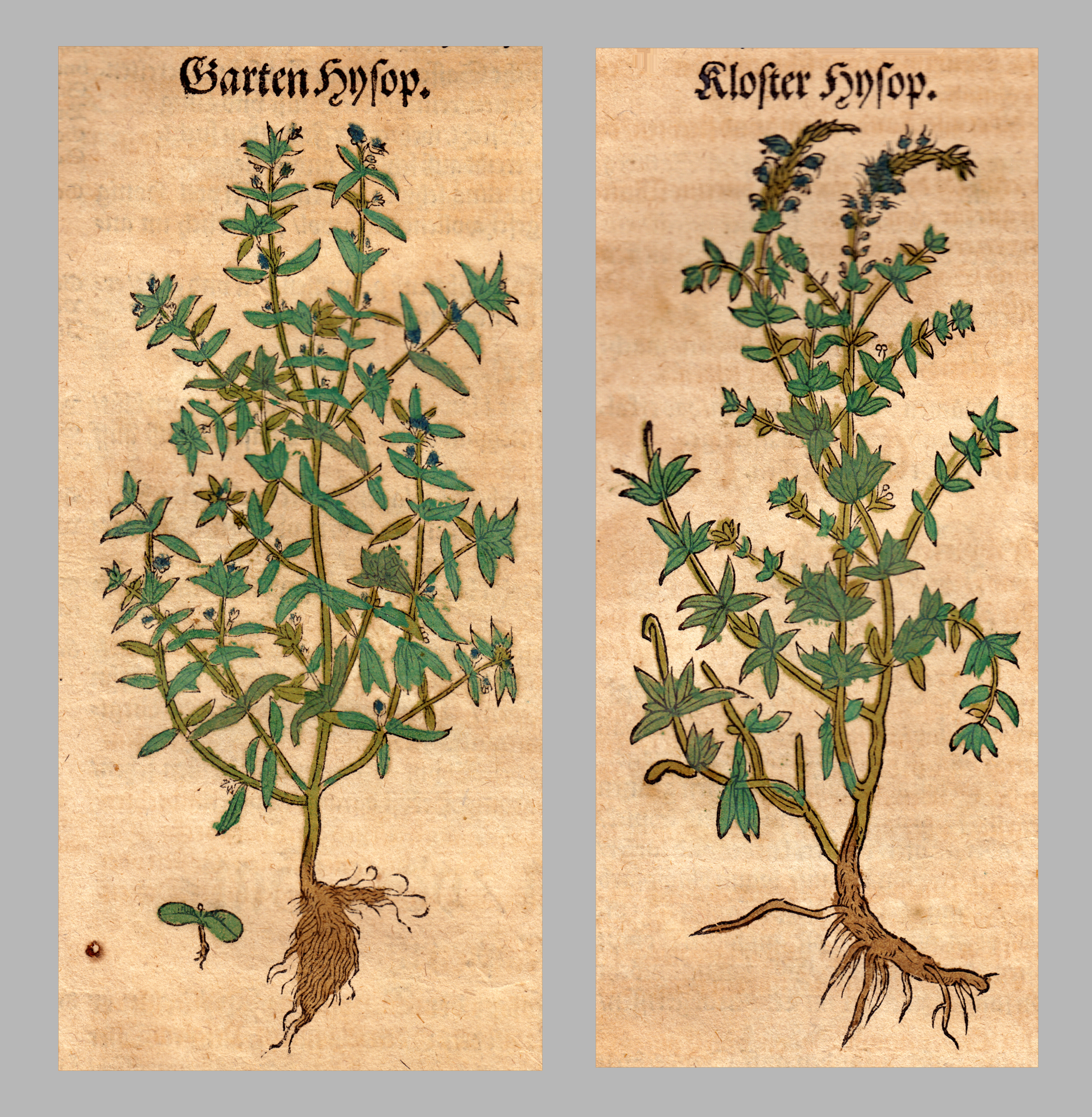
Hieronymus Bock 1546
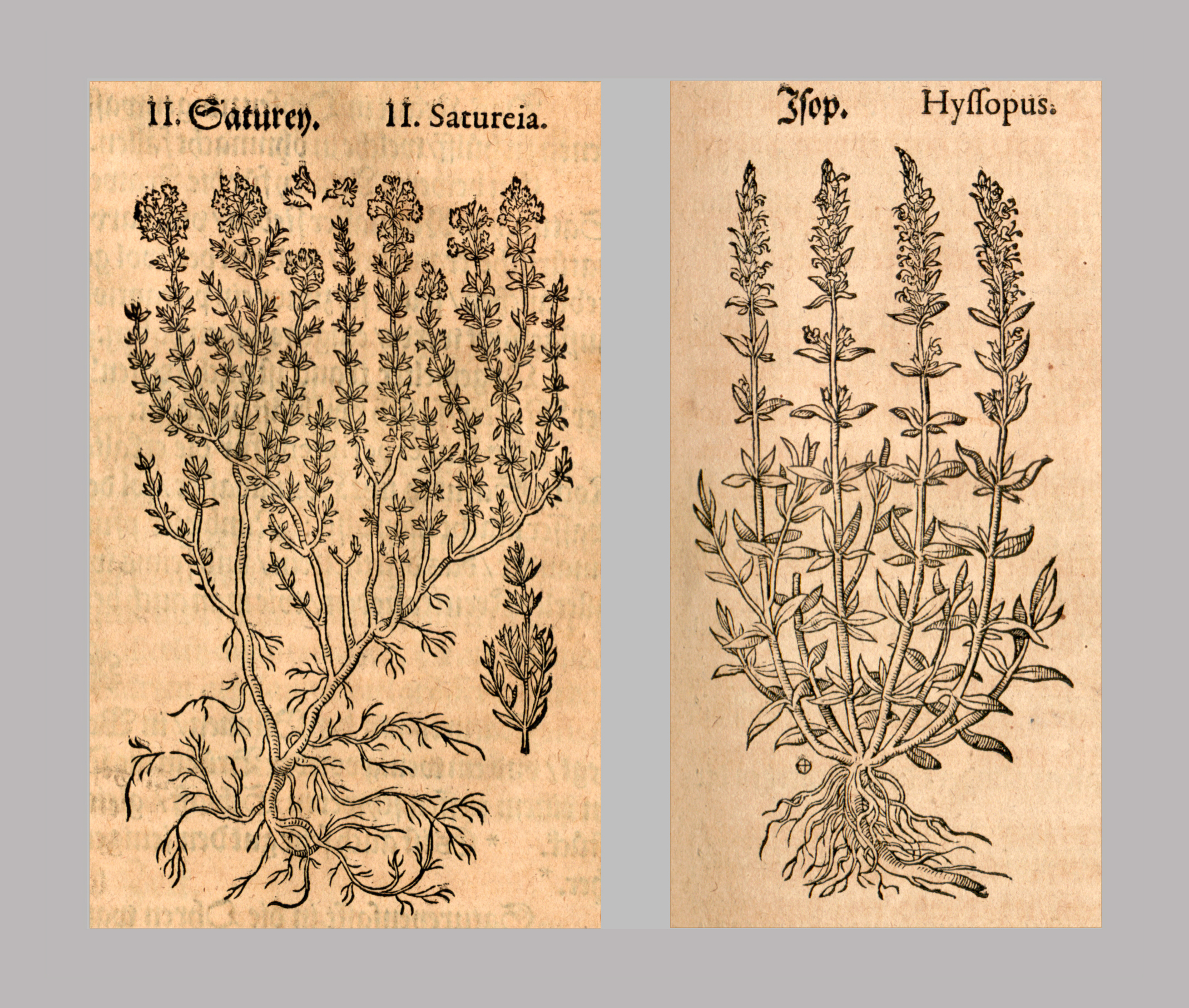
Mattioli / Handsch / Camerarius 1586

## Belege